# Georg Pranckh (Politiker, 1926)
Franz Georg Siegmund Gottlieb August Pranckh (* 13. März 1926 auf Schloss Pux, Gemeinde Frojach-Katsch; † 19. April 2005 ebenda) war ein österreichischer Politiker (ÖVP) sowie Land- und Forstwirt. Pranckh war von 1970 bis 1981 Abgeordneter zum Landtag Steiermark und von 1983 bis 1986 Abgeordneter zum Nationalrat.

## Leben
Georg Pranckh entstammte dem alten steirischen Adelsgeschlecht der Freiherren von Pranckh. Er wurde als eines von fünf Kindern der Großgrundbesitzer Johann-Ludwig Freiherr von Pranckh und Franziska, geborene Gräfin von und zu Eltz gen. Faust von Stromberg, geboren. Er besuchte nach der Volksschule sechs Klassen des humanistischen Gymnasiums Schule Schloss Salem und absolvierte eine landwirtschaftliche Fachschule. Im Alter von nur 17 Jahren wurde er zum Kriegsdienst im Zweiten Weltkrieg eingezogen, geriet mehrmals in Gefangenschaft und kehrte schließlich mit 19 Jahren aus dem Krieg zurück. Er war in der Folge als Land- und Forstwirt aktiv und bewirtschaftete den elterlichen Hof in Pux.
1951 heiratete er seine Frau Sophie Gieselbrecht, mit der er fünf Kinder hatte.

## Politik
Pranckh engagierte sich von 1955 bis 1970 als Gemeinderat in Frojach-Katsch, hatte von 1965 bis 1968 das Amt des Vizebürgermeisters und von 1975 bis 1982 das Amt des Bürgermeisters inne. Zudem vertrat er die ÖVP von 1970 bis 1981 im Landtag, war vom 28. Dezember 1983 bis zum 16. Dezember 1986 Nationalrat und von 1964 bis 1976 Kammerrat der Bezirkskammer für Land- und Forstwirtschaft Murau.

## Auszeichnungen
- 1990 wurde ihm die Ehrenbürgerschaft der Gemeinde Frojach-Katsch verliehen.